# George A. Black
George A. Black (* 1841; † 1914) war ein US-amerikanischer Politiker, der von 1871 bis 1876 der Secretary of the Territory im Utah-Territorium war. Ferner war er im Frühjahr 1871 der kommissarische Gouverneur des Territoriums.